# Мануель
Мануе́ль (ісп. Manuel) — чоловіче особове ім'я; інколи — прізвище. Використовується переважно в країнах, що говорять романськими і германськими мовами. Походить від єврейського імені Імануїл або Еммануїл (івр. עִמָּנוּאֵל, Immanu'el, «Канфетка», «Бог з нами»). Тричі згадується в Біблії (Іса 7:14, Іса 8:8, 10), у перших двох випадках — як ім'я майбутнього Месії (Ісуса Христа). Завдяки християнству ім'я поширилося на теренах Римської й Візантійської імперій у формі «Мануел / Мануїл» (грец. Μανουήλ, Manoíl), а згодом — по всій Європі (Німеччині, Франції, Голландії, Британії, Польщі, Волощині тощо). З XIII столітті воно використовувалося у країнах Піренейського півоствора. Інші форми — Мануїл (в східнохристиянській традиції), Мануел (в португаломовних країнах), Емануель, Еммануїл, Іммануель, Іммануел, Імануїл тощо. Зменшувальні форми — Ману, Мані, Мен, Менні тощо.

## В мовах світу
- вірм. Մանվել — Манвел
- грец. Μανουήλ, Manoíl — Мануїл
- ісп. Manuel (МФА: [maˈnwel]) — Мануель
- італ. Manolo — Маноло; італ. Emanuele — Емануел
- нім. Emanuel — Емануель
- порт. Manuel — Мануел
- фр. Emanuel (МФА: [əmanɥɛl]) — Емануель
- укр. Мануїл

### Похідні форми
- Чоловічі: ісп. Manolo, Mane, Manu, Manny, Mano, Manuelle, Manucho, Maño, Mañuco, Lolo, Nolo, Manolín, Manolito, Nolito, Lolito, Nelo,Lalo, Mel, Maiel, Meño, Noli, Imanol, Manolillo.
- Жіночі: ісп. Manuela, Manola, Manuelle, Manoli, Manolita, Mana.

## Іменини
- 26 березня, 1 жовтня, 24 грудня
- 1 січня — в Іспанії день святого Мануеля.

## Особи
- Мануель Ізеккіль Брусуал — президент Венесуели (1868)
- Мануель Ісідоро Бельсу — президент Болівії (1848—1855)
- Мануель Аарон — індійський шахіст
- Мануель Авіла Камачо — президент Мексики (1940—1946)
- Мануель Акунья
- Мануель Альварес
- Мануель Альмунія
- Мануель Альтаграсія Касерес
- Мануель Аморос
- Мануель Антоніо Баррантес Родрігес
- Мануель Асанья
- Мануель Барільяс
- Мануель Бельграно
- Мануель Блум
- Мануель Бонілья
- Мануель Бульнес
- Мануель Вальс
- Мануель Варела
- Мануель Вігнау
- Мануель Вісенте Маса
- Мануель Гомес Педраса
- Мануель Гонсалес
- Мануель Грефе
- Мануель Дімех
- Мануель Еррерос
- Мануель Есківель
- Мануель Естрада Кабрера
- Мануель Кастельс
- Мануель Кастельяно Кастро
- Мануель Корте-Реал
- Мануель Кінтана
- Мануель Лансіні
- Мануель Лапуенте
- Мануель Латуза
- Мануель Локателлі
- Мануель Марані
- Мануель Маркес Стерлінґ
- Мануель Маруланда
- Мануель Марін
- Мануель Марія Борреро
- Мануель Марія Готьє
- Мануель Монтт
- Мануель Мота
- Мануель Негрете
- Мануель Нор'єга
- Мануель Ноєр
- Мануель Нуньєс-Яновський
- Мануель Пабло
- Мануель Паскуаль
- Мануель Пеллегріні
- Мануель Поджиалі
- Мануель Росас Арреола
- Мануель Рівера-Ортіс
- Мануель Санчіс Онтіюело
- Мануель Сарабіа
- Мануель Селайя
- Мануель Серіфу Ньямаджу
- Мануель Тельо Масіас
- Мануель Тронкосо де ла Конча
- Мануель Уррутіа Льєо
- Мануель Фелікс Діас
- Мануель Феліпе Товар
- Мануель Феррара
- Мануель Флейтас Соліч
- Мануель Фрага Ірібарне
- Мануель Фрідріх
- Мануель Хіменес
- Мануель Чарр
- Мануель Штрлек
- Мануель де Аскасубі
- Мануель де Олівейра
- Мануель де Релья Мота
- Мануель де Фалья
- Мануель дель Патрісіо Родрігес Ґарсія
- Мануель дель Пополо Вісенте Ґарсія
- Мануель дос Сантос